# Christian-Dietrich-Grabbe-Preis
Der Christian-Dietrich-Grabbe-Preis wird – mit einer Unterbrechung zwischen 2004 und 2014 – seit 1994 in Erinnerung an den aus Detmold gebürtigen Dramatiker Christian Dietrich Grabbe von der Stadt Detmold und der Grabbe-Gesellschaft in Verbindung mit dem Landesverband Lippe vergeben.
Verliehen wird der Preis in dreijährlichem Turnus für „ein neues dramatisches Werk in deutscher Sprache, das eine künstlerisch innovative Leistung darstellt“. Der Preis ist mit einem Barbetrag von 5000 Euro dotiert. Außerdem besteht die Option einer Aufführung der ausgezeichneten Werke am Landestheater in Detmold. „Die Förderung künstlerischen Nachwuchses“ ist ausdrücklich angestrebt. Seit 2013 wirbt das Landestheater Detmold die notwendigen Finanzmittel für Preisgeld und anfallende Sachkosten eigenständig ein. Im Jahr 2017 wurde der Preis in Form zweier Förderpreise geteilt vergeben.
Die nötige Fachjury berufen Grabbe-Gesellschaft und Landestheater Detmold in enger Kooperation. Sie umfasst vier Personen: neben dem Präsidenten der Grabbe-Gesellschaft und dem Intendanten des Landestheaters Detmold oder dessen Vertreter einen Dramatiker und einen Theaterkritiker. Bei Stimmenpattsituation gibt die Stimme des Vorsitzenden den Ausschlag. Bei der Festveranstaltung hält der Vorsitzende der Jury in der Regel die Laudatio. Vom Preisträger wird eine kurze Rede zur zeitgenössischen Lage von Theater und Dramatik erwartet.
Für das Jahr 2022 wurden zum Christian-Dietrich-Grabbe-Preis ein Hauptpreis sowie ein Förderpreis ausgeschrieben.
Preisträger:
- 1994: Igor Kroitzsch für Das Drama
- 1997: Ralf N. Höhfeld für Erschossen nach dem ersten Satz
- o. J. Johann Jakob Wurster für Fitzfinger, ab geht er
- 2001: Anna Langhoff für Schauspieler
- 2004: Johannes Schrettle für fliegen/gehen/schwimmen
- 2007 bis 2013 keine Vergabe, nach Einstellung der Finanzierung durch die Stadt Detmold[3]
- 2014: Henriette Dushe für In einem dichten Birkenwald, Nebel[4]
- 2017: Förderpreise an Mehdi Moradpour für reines land und Clemens Mädge für Wenigstens hat es mal gebrannt[5]
- 2022: Amir Gudarzi für sein Stück Quälbarer Leib – ein Körpergesang